# Aula Castelao de Filosofía
El Aula Castelao de Filosofía es una asociación creada en 1982 compuesta por un grupo de filósofos y profesores relacionados con la filosofía con sede en la ciudad de  Pontevedra, España.

## Historia

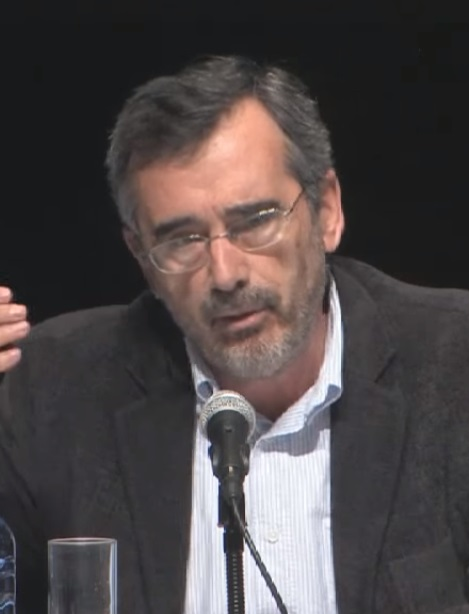
Manuel Cruz en una conferencia en 2013.

La asociación fue creada durante el curso escolar 1981-82 en Pontevedra. Su primer presidente fue Ramón Regueira Varela, catedrático de filosofía del instituto de educación secundaria Valle-Inclán.
Los presidentes del Aula Castelao de Filosofía han sido los siguientes:
- Ramón Regueira Varela, 1982-1993.
- Domingos Antón García Fernández, 1994-1998.
- Carme Adán Villamarín, 1999-2005.
- Fernando Pérez López, 2005-2006.
- Julio Leal Carreira, 2006-2008.
- Carlos Calviño Barreiro, 2009-2013.
- Ana Ruth Regueira García, 2014-2020.
- Alexandre Cendón González, 2020.

El Aula Castelao de Filosofía ha recibido varios premios a lo largo de su historia :
- Premio Ciudad de Pontevedra en 2005.[1]
- Pedrón de Ouro en 2006.[2]
- Premio Xoán Manuel Pintos en 2011.[3]

## Descripción
Sus objetivos son la renovación temática y metodológica en el ámbito de la educación y la normalización de la lengua gallega en los ámbitos del conocimiento y, en particular, en el de la filosofía.
El Aula Castelao organiza cada año la Semana Gallega de Filosofía. También organiza reuniones, congresos, jornadas educativas y conferencias. Sus colaboradores han publicado artículos y libros de ensayo de forma individual o colectiva.